# Almaleea capitata
Almaleea capitata là một loài thực vật có hoa trong họ Đậu. Loài này được (J.H.Willis) Crisp & P.H.Weston miêu tả khoa học đầu tiên.